# Freunde der Eisenbahn
Koordinaten: 53° 39′ 58,1″ N, 10° 13′ 28,3″ O
Der Verein der Freunde der Eisenbahn e. V. (gegründet 1957) ist eine Interessengemeinschaft von Eisenbahnfreunden in Norddeutschland.
Der Verein (FdE) wurde am 10. Januar 1957 in Hamburg gegründet und war im Jahre 1958 Mitbegründer des Bundesverbandes Deutscher Eisenbahnfreunde e. V. (BDEF). Der FdE hat zurzeit ca. 210 Mitglieder. Ihnen werden Vorträge, Diskussionen, Besichtigungen, Studienfahrten und Veröffentlichungen über die Geschichte und die Technik des Eisenbahnwesens angeboten. Schwerpunkte der Aktivitäten sind ein Eisenbahnarchiv, Reisedienst, ein Arbeitskreis und Veröffentlichungen.

## Publikationen
- Draisinenbau GmbH Hamburg – Neuzeitliche Draisinen und Gleiskraftwagen
- Deutsche Werke Aktiengesellschaft (DWK) – Triebwagen mit Explosionsmotor und mechanischer Kraftübertragung
- Accumulatoren-Fabrik Aktiengesellschaft (AFA) – Lokomotiven mit Accumulatorenbetrieb
- Werner Hubert – Die Lokomotiven der Lübeck-Büchener Eisenbahn
- Einheitswagen – 250 Typenskizzen (1:150) von Personen-, Gepäck-, Heiz- und Zellenwagen
- Preußen / Heft 1 – 180 Typenskizzen (1:100) von zwei- und dreiachsigen Abteilwagen und den dazugehörigen Gepäckwagen
- Preußen / Heft 2 – Typenskizzen (1:100) von zwei- und dreiachsigen Durchgangswagen und den dazugehörigen Gepäckwagen
- Hamburger Hefte zur Eisenbahngeschichte
  - Folge 2 (1977): E. Ehrhorn, 25 Jahre Alsternordbahn
  - Folge 4 (1992): Dr. M. Schulz, Die Wilhelmsburger Industriebahn
- Betriebsmittelverzeichnis der Lübeck-Büchener-Eisenbahn, Heft 1: Triebfahrzeuge
- FdE-Kalender (erscheint mit einer Unterbrechung seit 1958)
- Hamburger Blätter